# Top Christian Albums
La Top Christian Albums è una classifica settimanale degli album cristiani più diffusi negli Stati Uniti. È pubblicata dalla rivista Billboard sulla base delle vendite di album fisici e digitali, sullo streaming e sulla vendita di singole tracce digitali.
La classifica fu introdotta nel numero di Billboard del 29 marzo 1980 con il titolo di "Best Selling Inspirational LPs". Il nome attuale è stato adottato il 16 agosto 2003, nel tentativo di "snellire" i titoli delle classifiche. Il primo album ad occupare la prima posizione fu Music Machine dei Candle. Age to Age di Amy Grant, pubblicato nel 1982, restò in vetta alla classifica per 86 settimane, segnando il record di sempre.
Al 20 agosto 2022, la prima posizione è occupata dall'album Donda di Kanye West.

## Albums
| Length | Release date     | Albums            | Artists                  |
| ------ | ---------------- | ----------------- | ------------------------ |
| 34:24  | October 14, 2008 | The Dawn of Grace | Sixpence None the Richer |
| 40:17  | March 8, 2005    | The Fall of Rome  | Winter Solstice          |